# Аріель Анрі
Аріель Анрі (фр. Ariel Henry; нар. 6 листопада 1949) — гаїтянський політик та нейрохірург. Прем'єр-міністр, колишній міністр внутрішніх справ. Є членом лівоцентристської соціал-демократичної партії «Патріотична єдність» (INITE). Чинний прем'єр-міністр Гаїті з 20 липня 2021 року.

## Біографія
Народився 6 листопада 1949 року. Закінчив французький Університет Монпельє, після чого працював нейрохірургом.
Працював ординатором нейрохірургії у професора Клода Гроса у французькому місті Монпельє з березня 1977 року до грудня 1981 року. Він вивчав нейрофізіологію та нейропатологію на факультеті медицини Університету Монпельє з 1981 до 1984 року, а також презентував докторську дисертацію у січні 1982 р. Він також отримав сертифікат з електроенцефалографії від Університету Монпельє у вересні 1983 р.
1989 року він здобув ступінь магістра в Університеті Ломи Лінди в галузі охорони здоров'я міжнародного здоров'я. Він також проходив докторантуру з методів управління для міжнародного здоров'я в Бостонському університеті з лютого по травень 1990 р.
Він був директором проєкту Адвентистського агентства з розвитку та допомоги Гаїті «Проєкт виживання дітей у міських та сільських районах» з листопада 1985 року до лютого 1992 року. Директор програми «Клініки реабілітації харчуванням» із січня 1986 року до листопада 1989 року, заступник директора Програми з 1992 до 1996 року, а також консультант з оцінки програми PL-480 1998 року. Він також був директором з питань охорони здоров'я для адвентистської церкви в Гаїті, Французькій Вест-Індії та Французькій Гвіані. З 1992 до 1999 року він був головою ради директорів Товариства Вселенського добробуту.

## Політика
Анрі увійшов у політику як лідер руху 'Демократична конвергенція', який прагнув повалити президента Жана-Бертрана Арістіда, якого звинуватили у фальсифікації парламентських виборів у Гаїті 2000 року. Він і Міха Гайард очолили опозицію проти президента на міжнародних форумах. Після державного перевороту 2004 року в Гаїті, який витіснив Арістіда, Анрі закликав до перехідного уряду на основі консенсусу та нових виборів. Пізніше він став частиною «ради мудреців», що складалася із семи членів. Раду підтримали США, вона обрала членів перехідного уряду.
У січні-вересні 2015 року обіймав посаду міністра внутрішніх справ в уряді Еванса Поля, потім до лютого 2016 року був міністром соціальних справ і праці в його ж уряді.
5 липня 2021 року президент Жовенель Моїз призначив Анрі прем'єр-міністром і подав його кандидатуру для затвердження парламентом країни. Однак через два дні Моїза вбили, що завадило ухваленню кандидатури Анрі в парламенті. Вступив на посаду 20 липня.

## Скандали
Головний прокурор Порт-о-Пренса Бед-Фора Клод звинуватив прем'єра у вбивстві президента Моїза, наголосивши, що є досить компроментувальних доказів. Він запросив його на допит, однак Анрі відмовився, назвавши це «тактикою, що відволікає». Після цього Бед-Фора Клода відправили у відставку через допущені ним «серйозні адміністративні помилки».